# 奥亚莱斯德罗阿
奥亚莱斯德罗阿，是西班牙卡斯蒂利亚-莱昂布尔戈斯省的一个市镇。总面积13平方公里，总人口275人（2001年），人口密度21人/平方公里。